# فرانك شيهان
فرانك شيهان هو سياسي أسترالي، ولد في 17 أغسطس 1937. نشط حزبياً في حزب العمال الأسترالي. وقد انتخب عضو الجمعية التشريعية  في فيكتوريا ‏.